# Jackson Kelly
A Kelly é uma guitarra feita por Jackson Guitars. O projeto original foi desenvolvido pelo guitarrista australiano de heavy metal do grupo Heaven Kelly Bradford.
Ela se parece com uma elegante Gibson Explorer e é usada principalmente por músicos de Heavy Metal. O KBX, também conhecido como o Baixo Kelly, é um  baixo elétrico de 4 cordas com dois humbuckers Basslines ativos e um "3-Band EQ preamp".
A corpo diferenciado da Kelly dá-lhe um som e "sustain" único, e também dá ao braço maior alcance do que as outras guitarras o que torna mais fácil tocar notas mais altas. O braço é, provavelmente, o mais fino de todas as Jacksons, melhorando muito a "tocabilidade" do instrumento.
Os notáveis guitarristas que usaram a Kelly são Marty Friedman (Megadeth),  Digão (Raimundos), Nergal (Behemoth) e Gabriel Garcia (Black Tide). Ambos, entretanto, pararam de usar guitarras Jackson e usam a moderna Ibanez e ESP, respectivamente.

## Modelos

### Kelly Std (Descontinuada)
A Kelly Std fez parte da Série Professional (linha de importação japonesa) de guitarras Jackson em meados dos anos 90. Ela tem um corpo de álamo, dois humbuckers (J-50 no braço e J-92C na ponte) uma ponte JT580LP, um botão de volume, uma chave de 3 vias, um braço de 24 trastes parafusado feito de bordo, com escala em jacarandá e marcação de pontos brancos.

### Kelly XL (Descontinuada)
A Kelly XL é uma atualização para a versão Kelly Std. Ela possui a mesma configuração, exceto pelo fato de ter o braço e a paleta com friso e as marcações serem de dente de tubarão.

### Kelly Pro (Descontinuada)
A Kelly Pro é uma atualização para a versão Kelly XL. Ela tem o braço inteiriço, a escala em ébano, e uma ponte JT590.

### KE1F (Descontinuada)
A KE1F foi uma variação da KE1 trocando a ponte Kahler AMP3310 pela Floyd Rose Original Trava Dupla.

### KE2
A KE2 faz parte da "USA Select Series", as melhores guitarras da Jackson Guitars da linha de produção. O corpo do KE2 é feito de amieiro com um braço de bordo (Quartersawn Maple) inteiriço e com uma escala de ébano com 24 trastes Jumbo. Dois Humbuckers, um Seymour Duncan "SH2N Jazz" no braço e um Seymour Duncan "TB4 JB" na ponte. A KE2 vem com um Floyd Rose Original trava dupla padrão.

### KE2T (Descontinuada)
A KE2T foi uma variação do KE2 substituindo a ponte original Floyd Rose trava dupla por uma ponte "tune-o-matic" com "string-through body". Múltiplas variações foram feitas a partir deste modelo, sendo uma com chanfros padronizados e uma outra com tampo reto (sem chanfros) e com frisos no corpo.

### KE3
A KE3 "Pro Series" vem com o corpo em amieiro com um braço parafusado em Bordo, uma escala de jacarandá com 24 trastes jumbo. Dois Humbuckers, um Jazz SH2N da Seymour Duncan no braço e um modelo TB4 JB da Seymour Duncan na ponte. A KE3 vem com uma Floyd Rose licenciada JT580LP.

### KE5FR
O KE5FR "Pro Series" possui um corpo de Amieiro, uma escala de Jacarandá de 24 trastes e de raio composto, o braço de bordo (duro) inteiriço. Dois Humbuckers, um Seymour Duncan Jazz no braço e um Seymour Duncan trembucker JB na ponte. O KE5FR vem com uma Floyd Rose FRT-O2000 e ferragem preta.

### JS30KE
A JS30KE faz parte da série JS, e vem com o corpo de amieiro, braço de borto parafusado e escala de jacarandá com 24 trastes Jumbo. Dois captadores Hambuckers Jackson CVR2 e uma ponte "tune-o-matic" com "String-through body".

### KBX
Esta foi a versão de circuito ativo (Active) da série de Baixos Jackson Kelly. Possui 22 trastes jumbo e escala em Jacarandá. O circuito ativo usa humbuckers Seymour Duncan.